# Loretto (Autriche)
Ne doit pas être confondu avec Loreto (Italie).
Loretto est une commune autrichienne du district d'Eisenstadt-Umgebung dans le Burgenland.